# Windows 3.0
Windows 3.0 (nume de cod Janis) a fost un sistem de operare produs de Microsoft. A fost lansat la data de 22 mai 1990. În numai patru luni de la lansare au fost vândute un milion de bucăți, vânzările totale depășind 10 milioane de unități. Față de predecesorul său Windows 3.0 a venit cu noi funcții ca: suport pentru rețea, API pe 16 biți și mai mult de 16 culori.
Windows 3.0 a fost singura versiune de Windows care poate fi rulată în trei moduri diferite de memorie:
- Modul Real, destinat calculatoarelor cu un procesor Intel mai slab decât seria Intel 80.
- Modul Standard, destinat calculatoare cu un procesor Intel 80286
- Modul 386, destinat calculatoarelor mai noi, cu un procesor Intel 80386 sau mai bun, și care să corespundă modului protejat.

Extensiile multimedia au fost puse în circulație în toamna anului 1991 pentru plăcile de sunet, precum și unitățile CD-ROM, care au fost apoi din ce în ce mai răspândite.

## Cerințe de sistem minime
- procesor Intel 8086/8088 sau mai performant
- 384 KO de memorie de lucru convențională (modul real; modurile protejate aveau nevoie de mai mult)
- Disc dur cu 6-7 MO de spațiu liber
- Grafica CGA/EGA/VGA/Hercules/8514/A și un monitor color, adecvat și compatibil
- sistemul de operare MS-DOS versiunea 3.1 sau mai mare
- De asemenea, se recomanda și un maus compatibil cu mausul de la Microsoft.